# Richard Beilharz

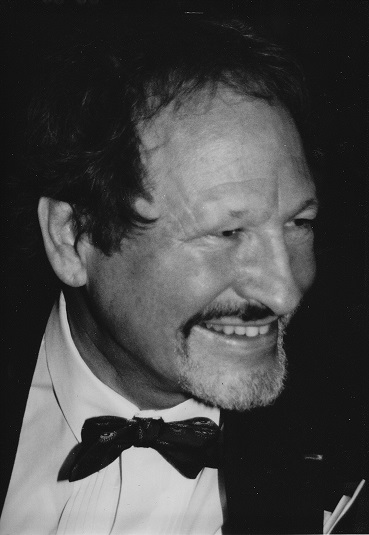

Richard Beilharz (* 30. Oktober 1932 in Bryn Mawr, Pennsylvania; † 25. März 1997 in Heidelberg) war ein deutscher Romanist und Konzertsänger sowie Hochschullehrer. Schwerpunkt seiner wissenschaftlichen Arbeit war die französische Literatur des 19. und 20. Jahrhunderts. Als Sänger (Bariton) widmete er sich dem Kunstlied. Verdient gemacht hat sich Beilharz auch um die deutsch-französischen Beziehungen, weshalb er 1989 in den Rang eines Ritters im Ordre des Palmes Académiques erhoben wurde.

## Biografie
Beilharz war der Sohn des aus Baiersbronn stammenden Oberingenieurs Ernst Beilharz und seiner Ehefrau Emma, geb. Schweizer. Er war verheiratet mit Anna Beilharz (* 1932), geb. Kraft. Aus der Ehe gingen drei Töchter hervor, die Übersetzerin Alexandra Beilharz, die Schauspielerin Corinna Beilharz und Henrike Beilharz. Er ist der Bruder des Intendanten und Theater-Regisseurs Manfred Beilharz.
Nach dem Abitur am Goldberg-Gymnasium in Sindelfingen studierte er Romanistik, Anglistik und Vergleichende Literaturwissenschaft an der Universität Tübingen. 1954/55 war er Assistant de Langue allemande an der Ecole Nationale Professionnelle La Martinière in Lyon; 1956/57 Assistant Teacher an der Emanuel School und der Westminster City School in London, 1959 Stipendiat am Centre Européen der Universität Nancy. 1961 erfolgte die Promotion bei Kurt Wais zu den Nachwirkungen deutscher Irrationalisten bei Charles Baudelaire durch Vermittlung von Catherine Crowe. 1961–1964 war Beilharz Assistent am Lehrstuhl für Romanistik und Vergleichende Literaturwissenschaft bei Kurt Wais in Tübingen. 1964 erfolgte das Staatsexamen, 1964–65 war er Studienreferendar in Stuttgart mit Assessorexamen. Von 1965 bis 1966 war er Wiss. Assistent bei Erich Weis an der Pädagogischen Hochschule Ludwigsburg.
Ab 1966 vertrat Beilharz das Fach Französische Sprache und Literatur und ihre Didaktik an der Pädagogischen Hochschule Heidelberg, zunächst als Dozent, seit 1970 als ordentlicher Professor. Er war zugleich Lehrbeauftragter am Romanischen Seminar der Universität Mannheim (1969–1972) und seit 1969 der Universität Heidelberg. Seit 1970 war er gewählter Sprecher aller Lehrenden des Fachs Französisch des Landes Baden-Württemberg an Pädagogischen Hochschulen ("Landesfachschaftsvorsitzender").
Beilharz widmete sich – neben literaturwissenschaftlichen Forschungsarbeiten zu Honoré de Balzac und anderen französischen Autoren des 19. und 20. Jahrhunderts – mit großem Einsatz der Vermittlung der französischen Sprache und Kultur an Grund- und Realschulen in Baden-Württemberg. Er organisierte zahlreiche Austausche für die Studierenden, insbesondere an die École Normale in Châlons-sur-Marne und in die Heidelberger Partnerstadt Montpellier. Hierfür arbeitete er eng mit Kurt Brenner, dem damaligen Leiter des Heidelberg-Hauses in Montpellier, sowie mit dem Deutsch-Französischen Jugendwerk zusammen. Für sein kulturelles Engagement und seine Verdienste um die Deutsch-französische Freundschaft erhielt er 1989 die französische Auszeichnung eines Chevalier dans l'Ordre des Palmes Académiques.
Parallel zum Studium ließ sich Beilharz zum Konzertsänger (Bariton) bei Hermann Achenbach (1899–1982) in Tübingen ausbilden, später dann bei Edoardo Assali (Heidelberg). Er beschäftigte sich intensiv mit dem Kunstlied. Er gab Liederabende im In- und Ausland, machte Rundfunk-, Fernseh- und CD- bzw. Schallplattenaufnahmen. Am Klavier begleitet wurde er u. a. von Claude-Erik Nandrup sowie von Adelheid Lechler. Eine enge musikalische Freundschaft verband ihn auch mit dem Pianisten und Komponisten Hermann Schäfer, in dessen Vertonung des Bestiarium von Guillaume Apollinaire er als Bariton zu hören ist.

## Veröffentlichungen
- Herausgeber zus. mit Walter Schiementz: Ins Bild gesetzt. Facetten der Kunstpädagogik. Max Kläger zum 70. Geburtstag. Deutscher Studien Verlag, Weinheim 1995. (= Schriftenreihe der Pädagogischen Hochschule Heidelberg. 20.), ISBN 3-89271-558-0
- darin R.B.: "Lyrische und musikalische Metamorphosen von Watteaus 'Galanten Festen' bei Verlaine und Debussy. Ein Beitrag zum Problem der Permeabilität der Künste", S. 226–255.
- Herausgeber zus. mit Gerd Frank: Feste. Erscheinungs- und Ausdrucksformen, Hintergründe, Rezeption. Walter Riethmüller zum 65. Geburtstag. Deutscher Studien Verlag, Weinheim 1991. (= Schriftenreihe der Pädagogischen Hochschule Heidelberg. 7.), ISBN 3-89271-284-0
- darin R.B.: "Die andere Seite des Festes in den Erzählungen Villiers de l'Isle-Adams", S. 187–204.
- Herausgeber der Sondernummer Honoré de Balzac der Zeitschrift Œuvres et Critiques, XI, 3, 1986, 129 S.
- Balzac. Wissenschaftliche Buchgesellschaft, Darmstadt 1979. (= Erträge der Forschung. 109.) XI, 311 S.
- Verfasser zus. mit Klaus Köhring: Begriffswörterbuch Fremdsprachendidaktik und -methodik. Hueber, München 1973. (Hueber Hochschulreihe. 10.) 272 S.
- Yves Lemoine: A la Distance des mains – Im Abstand der Hände. Zweisprachige Ausgabe, deutsche Nachdichtung von Richard Beilharz. Fauville-en-Caux 1972. (Objektbuch im Auftrag des Institut Français Heidelberg).
- "Der Dichter der 'Correspondances' (Baudelaire), Catherine Crowe und die deutsche Naturphilosophie". In: Beiträge zur Vergleichenden Literaturgeschichte. Festschrift für Kurt Wais zum 65. Geburtstag. Niemeyer, Tübingen 1972, S. 189–208.
- "Überlegungen zum Französischunterricht an Hauptschulen". In: Unterricht heute, 23, 1972, S. 334–342.
- Abele, Albrecht (Verf.) / Richard Beilharz (Hrsg. und Übers. aus dem Frz.): Lochkarten bei logischen Spielen und Computern. Klett, Stuttgart 1970. (Der Unterricht in der Grundschule.)
- "Ondine dans l'œuvre de Giraudoux et de la Motte Fouqué". In: Zeitschrift für Französische Sprache und Literatur, 80, 1970, S. 323–334.
- Charles Baudelaire. Luchterhand, Neuwied & Berlin 1968. 246 S. Übersetzung und Bearbeitung der Einleitung von Luc Decaunes durch Richard Beilharz, ebenso Auswahl der Übersetzungen, Bildauswahl, Bibliographie.
- Paul Verlaine. Luchterhand, Neuwied & Berlin 1968. 259 S. Übersetzung der Einleitung von Jean Richer durch Richard Beilharz, ebenso Auswahl der Übersetzungen, Bildauswahl, Bibliographie.
- "'Fantaisie' et 'Imagination' chez Baudelaire, Catherine Crowe, et leurs prédécesseurs allemands". In: Baudelaire. Actes du Colloque de Nice (25-27 mai 1967). Minard, Paris 1968, S. 31–40.

## Musikaufnahmen
- Das französische Lied. Werke von Gounod, Debussy, Ravel, Satie, Poulenc. Richard Beilharz (Bariton): Gesang und erläuternde Texte. Adelheid Lechler (Klavier), Edith Nissen (Flöte), Monika Schwamberger (Violoncello). RBM Musikproduktion 1984 (RBM 3078 und DMM).
- Bestiarium. Zehn Lieder von Hermann Schäfer für Bariton und Klavier nach Gedichten von Guillaume Apollinaire in der Nachdichtung von Richard Beilharz. Aufnahme mit Richard Beilharz (Bariton) und Hermann Schäfer (Klavier) am 29.10.1986. Vgl. Hermann Schäfer: Kammermusik. RBM Musik: Gesang und erläuternde Texte. Adelheid Lechler (Klavier), Edith Nissen (Flöte), Monika Schwamberger (Violoncello). RBM Musikproduktion 1984 (RBM 3097 und DMM).
- Humor im Lied. Werke u. a. von Chabrier, Ravel, Satie, Auric, Poulenc und Jean Wiéner. – Aufnahme mit Richard Beilharz (Bariton) und Claude-Erik Nandrup (Klavier) vom 26.-29.12.1986. Erläuternde Texte ebenfalls von R. Beilharz. LP: RBM Musikproduktion RBM 3098 (DMM). 1988 – Auch als CD (RBM 463 098).

## Rundfunkbeiträge
- "'Musik, nach der man sich die Ohren leckt': Le Groupe des Six und das Lied." R. Beilharz als Verfasser des Radio-Essays sowie als Interpret von 19 Liedern von Satie, Auric, Milhaud, Honegger und Poulenc. Klavierbegleitung: Claude-Erik Nandrup, Paris. – Eine Sendung des Süddeutschen Rundfunk Stuttgarts am 14. Juli 1986 von 50 Min. Dauer in der Reihe "Musikforum".